# Lasiopleura hirta
Lasiopleura hirta är en tvåvingeart som först beskrevs av Friedrich Hermann Loew 1863.  Lasiopleura hirta ingår i släktet Lasiopleura och familjen fritflugor.
Artens utbredningsområde är South Carolina. Inga underarter finns listade i Catalogue of Life.